# بعثة كيف الإنجليزية لفحص مالية مصر
بعثة كيف (بالانجليزية:Cave) الإنجليزية لفحص مالية مصر (ديسمبر سنة 1875)
لما ساءت حالة الخزانة في مصر، ورأى الخديوي إسماعيل أن البيوت المالية الأوربية قد تزعزعت ثقتها في كفاءة الحكومة المصرية ومقدرتها علي الوفاء ،أراد أن يقدم لها برهاناً على أن مصر ما زالت رغم الديون الباهظة قادرة على السداد، فابتكر وسيلة ظن أنها تصل به إلي هذه الغاية، وذلك أنه عرض على إنجلترا إيفاد موظف مالي كفء يدرس حالة الحكومة المالية، ويعاون وزير المالية المصرية على إصلاح الخلل الذي يعترف به في هذه الوزارة.
وكان تقدير إسماعيل أن هذه البعثة تحت تأثير إرشاده ونفوذه، وما يحيطها به من الحفاوة والإكرام، وما يلوح به أمامها من مظاهر البذخ والإسراف، لن تلبث إلا أن تقدم تقريراً بأن حالة الخزانة المصرية حسنة تسمح بالثقة بها، فيرتكن على هذا التقرير، لكي يقنع البيوت المالية الأوربية بإقراضه من جديد، فالغاية كما يبدو لم تكن متفقة مع مصلحة البلاد، لأنه على فرض أن هذه البعثة تنساق إلي إرشاداته فإن اقتراضه من جديد لم يكن علاجاً ناجحاً لحالة البلاد المالية بل مضاعفة للداء الذي أصابها من القروض.
اتجه إسماعيل صوب إنجلترا في طلب هذه البعثة، مع أن فرنسا كانت قد خرجت مضعضعة من الحرب السبعينية، ومع أنها كانت قبلة أنظاره من قبل، فإن هزيمتها في تلك الحرب جعلته يدير شراعه نحو إنجلترا، فطلب إليها إيفاد تلك البعثة.
لبّت الحكومة الإنجليزية نداء إسماعيل، لأنها وجدت في طلبه فرصة للتدخل في شؤون مصر، وأوفدت إليه بعثة مؤلفة من أربعة من موظفيها برئاسة المستر ستيفن كيف (Steven Cave) أحد الماليين المعدودين من الإنجليز، ومن هنا جاءت تسميتها «بعثة كيف».
كانت هذه البعثة وما خولها إسماعيل من حق معاونة وزير المالية على إصلاح الخلل الذي أصاب وزارته، مظهراً من مظاهر التدخل الأجنبي في شئون مصر الداخلية، وقد وقع هذا التدخل بعد أن أبرم إسماعيل بيع الأسهم المصرية في قناة السويس، فكانتا ضربتين قاصمتين، أصابتا مصر في استقلالها المالي وكيانها القومي.
جاءت البعثة إلي مصر في ديسمبر سنة 1875، وفحصت الحالة المالية المصرية ووضعت تقريرها الذي لم يجئ كما يروم إسماعيل، فقد عنِيَت أولاً بمصالح الدائنين الإنجليز خاصة، والأوربيين عامة، فقدمت تقريراً أشارت فيه إلي أن سوء الحالة المالية يرجع معظمها إلي فداحة الشروط التي عقدت بها القروض المتوالية، وإلي الإسراف في إنفاق مبالغ جسيمة في وجوه معدومة النفع، وفي حملات حربية قليلة الجدوى، أو التهمتها أطماع الأفقين السياسيين والماليين، وأشارت باستعمال محصلات المقابلة لإيفاء الديون القصيرة الآجال (التي اقترضت في سنوات 1864 و1865 و1867) وبتحويل جميع الديون الأخرى إلي دين موحد قدره 75,000,000 جنيه يسدد في مدة خمسين سنة بفائدة 7%.
وأشارت اللجنة في تقريرها إلي سوء حالة المالية المصرية، واقترحت كشرط ضروري لإصلاحها أن تخضع للمشورة الأوربية بأن تنشئ الحكومة مصلحة للرقابة على ماليتها برآسة شخص ذو ثقة وأشارت تلميحاً بأن يكون إنجليزياً، واشترطت أن يحترم الخديوي قرارات هذه المصلحة ولا يعقد قرضاً إلا بموافقتها. وهذا الاقتراح يدل على أن إنجلترا لم توفد بعثة (كيف) للسبب الذي يطلبه إسماعيل، بل جعلت لها مهمة سياسية وهي تمهيد السبيل للتدخل الإنجليزي.

## مقالات ذات صلة
- ديون إسماعيل
- أعمال إسماعيل